# Michelangelo Buonarroti (der Jüngere)

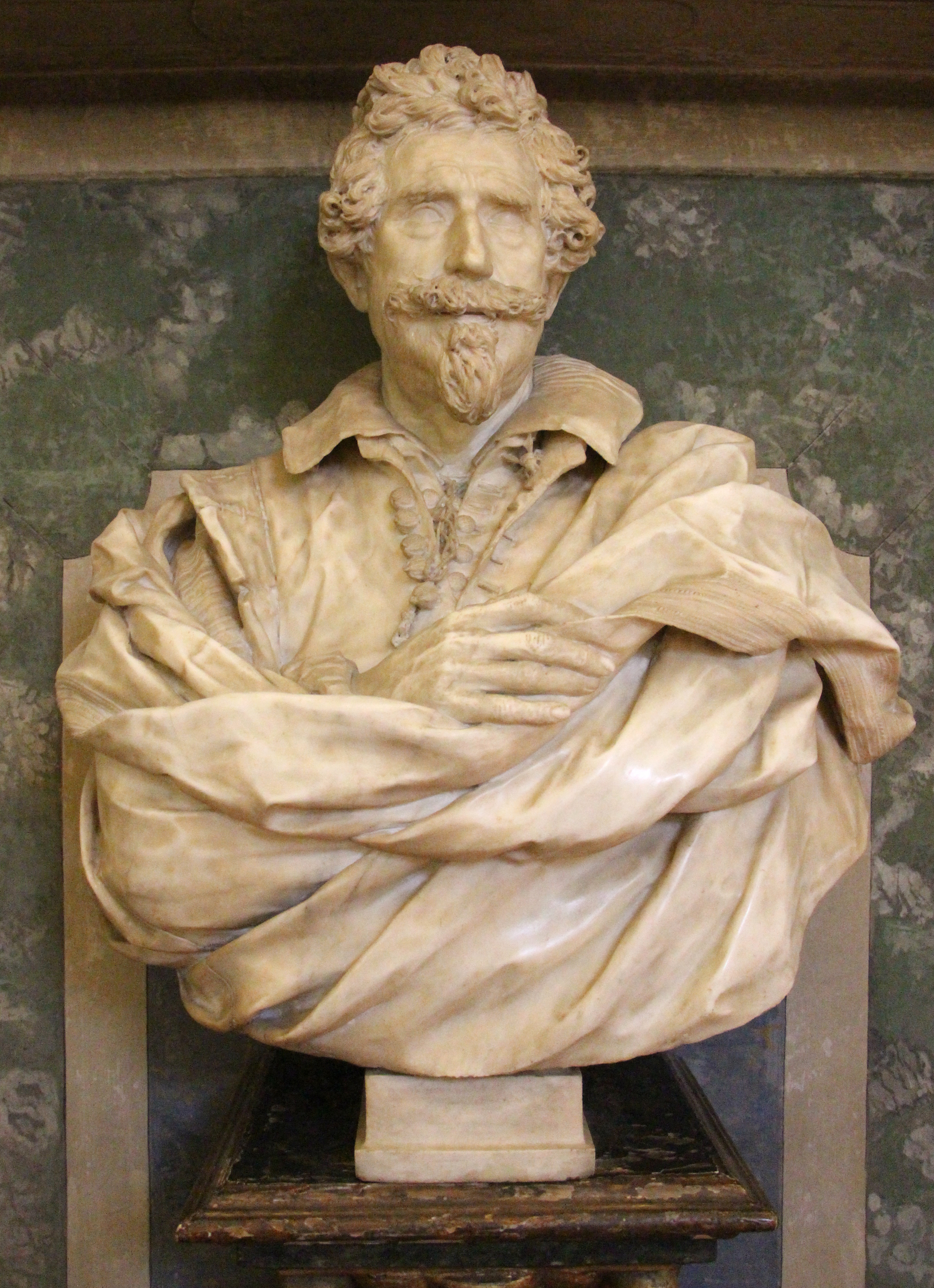
Michelangelo Buonarroti der Jüngere, von Giuliano Finelli, 1630

Michelangelo Buonarroti (der Jüngere) (* 4. November 1568 in Florenz; † 11. Januar 1646 ebenda) war ein italienischer Dichter und Schriftsteller.

## Leben und Werk

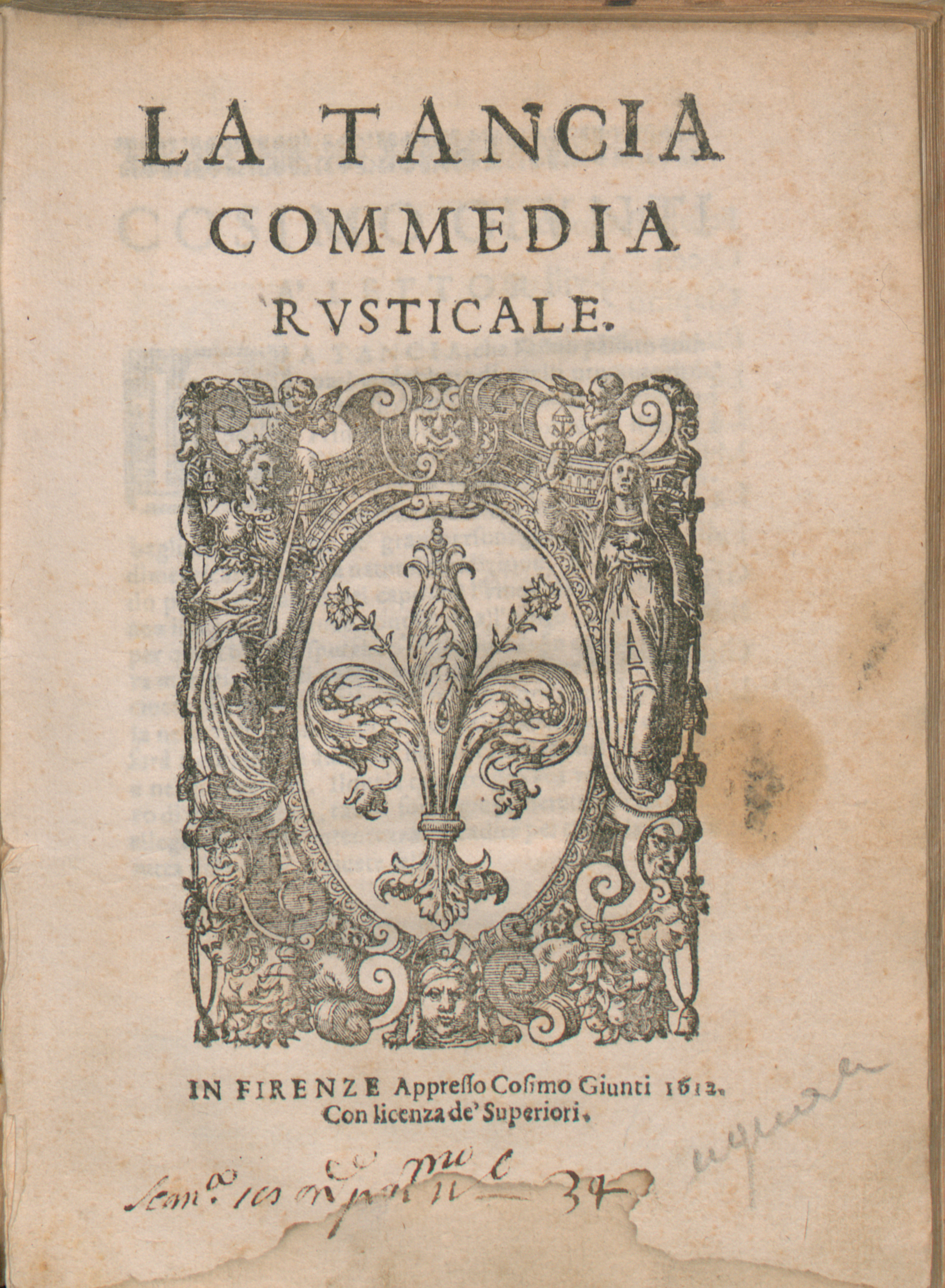
La Tancia, 1612

Michelangelo der Jüngere war ein Sohn des Leonard di Buonarroti Simoni und der Cassandra di Donato di Vincenzio Ridolfi. Sein berühmter Namensvetter, der Maler, Bildhauer und Dichter der Hochrenaissance, Michelangelo, war sein Großonkel. Um von ihm unterscheidbar zu sein, erhielt er den Beinamen der Jüngere.
Er wuchs in Florenz und in Pisa auf. In der letzteren Stadt lernte er Galileo Galilei kennen. Als junger Mann schrieb er Verse, die den Stil Petrarcas nachahmten. Um das Jahr 1600 wurde er unter dem Großherzog der Toskana Ferdinando I. de’ Medici zum Hofpoeten ernannt.
Zu den erwähnenswerten Theaterstücken, die Michelangelo verfasste, gehören Il Natal d'Ercole (1605, Die Geburt des Herkules), Il Giudizio di Paride (1608, Das Urteil des Paris), La Tancia (1612) und La Fiera (1618). Während eines Aufenthalts bei der toskanischen Adelsfamilie der da Filicaja schrieb er 1623 L'Ajone, seine Wiedergabe der  Gründungslegende dieser Familie in Versen. Er besorgte die Ausgabe der Dichtungen (Rime) seines berühmten Onkels und widmete sie dem Papst Urban VIII.
Michelangelo Buonarroti war Mitglied der Accademia Fiorentina und der Accademia della Crusca und arbeitete aktiv an der ersten (1612) und der zweiten Ausgabe des Vocabulario della Accademia della Crusca, dem ersten italienischen Wörterbuch, mit.